# Biologische Station Lippe

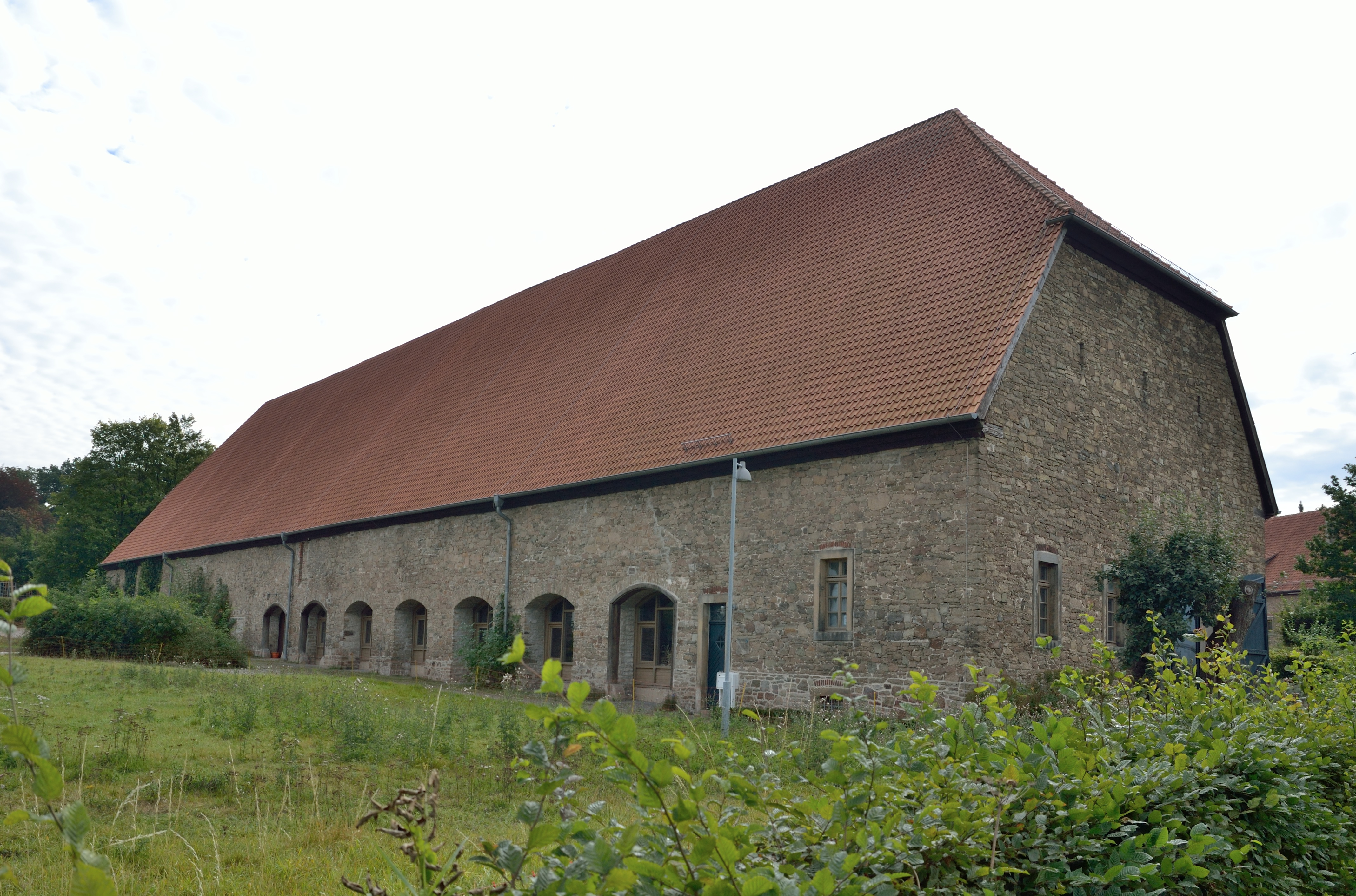
Scheune der ehemaligen Domäne Schieder, seit 1996 Sitz der Biologischen Station

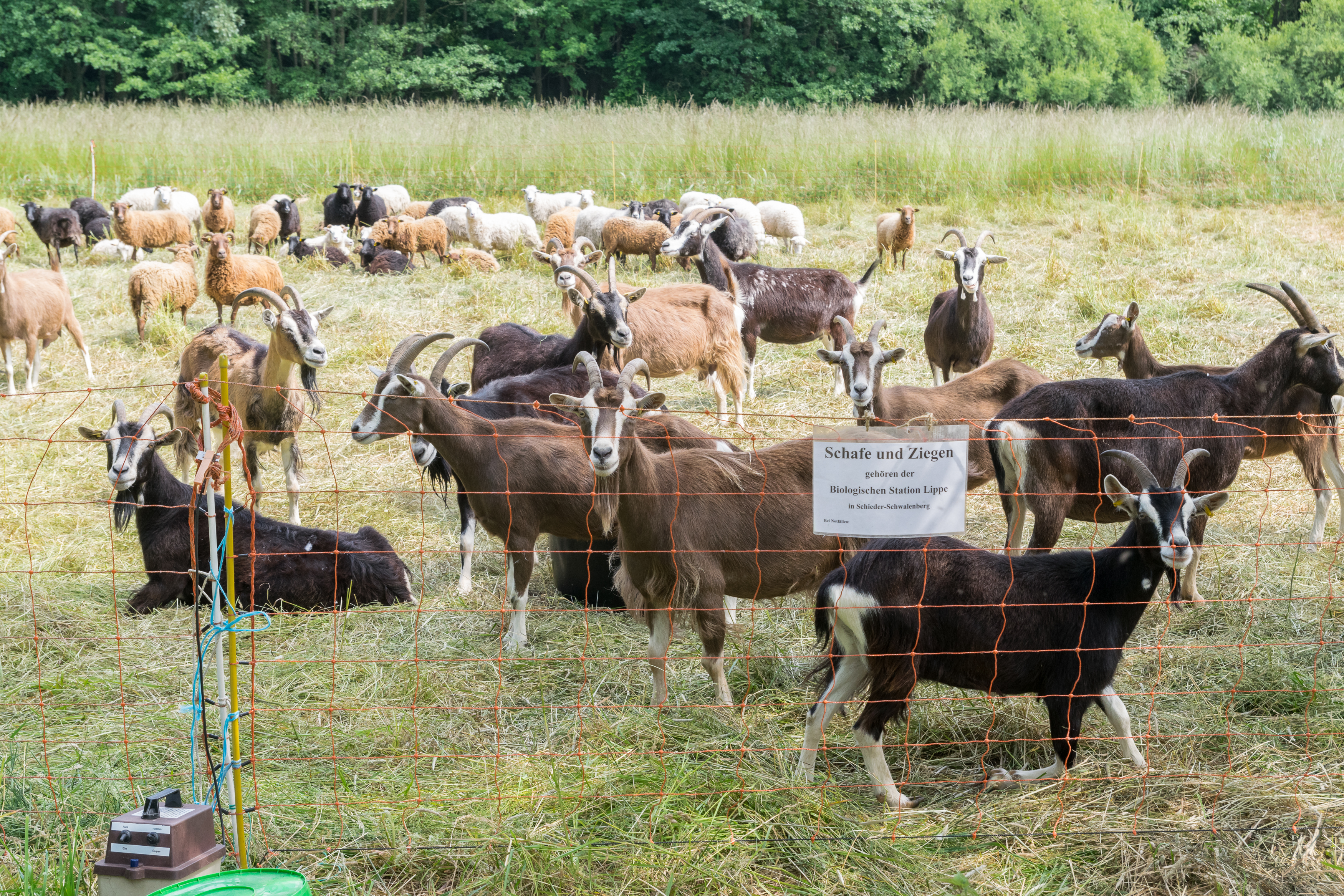
Schafe und Ziegen der Biologischen Station

Die Biologische Station Lippe ist seit ihrer Gründung im Jahr 1992 die für den Kreis Lippe zuständige Biologische Station.

## Profil
Die Gründung der Biologischen Station Lippe e.V. erfolgte im Jahr 1992. In den ersten beiden Jahren befand sich ihr Sitz im Kreishaus in Detmold, von 1994 bis 1996 in einer angemieteten Wohnung in Schieder. Ab 1994 wurde die historische Scheune der Domäne Schieder restauriert und im Mai 1996 durch den Verein bezogen.
Die Biologische Station Lippe betreut die Naturschutzgebiete im Kreis – mit Ausnahme des Teils aus dem Landschaftsplan Senne – und arbeitet dabei mit der Unteren Naturschutzbehörde zusammen. Sie untersucht Naturschutzgebiete, schlägt Naturschutzmaßnahmen vor und organisiert Bildungs- und Informationsveranstaltungen. Zudem unterhält sie eine Herde aus Skudden und Thüringer Waldziegen, die an verschiedenen Stellen zur Landschaftspflege eingesetzt werden.
Die Biologische Station wird von einem Trägerverein getragen, dessen Mitglieder sind
- der Lippische Heimatbund
- der Naturschutzbund Deutschland, Kreisverband Lippe e.V.
- der Naturwissenschaftliche und Historische Verein für das Land Lippe e.V.
- der Lippische Landwirtschaftliche Hauptverein e.V.
- der Waldbauernverband NRW e.V.; Bezirksgruppe Lippe
- der Landesverband Lippe
- der Kreis Lippe
- die Stadt Schieder-Schwalenberg

Die Finanzierung des Vereins erfolgte bis Mitte 2016 durch das Land Nordrhein-Westfalen (80 %), den Kreis Lippe (10 %) und den Lippischen Landesverband (10 %). Seitdem hat der Kreis den Anteil des Landesverbandes übernommen.

## Publikationen
- Wege durch die Natur: Naturwanderführer für Lippe. Kiper, Bielefeld 2005, ISBN 978-3-936359-07-7
- Naturschutzgebiete in Lippe: Entdeckungsreise durch eine Natur- und Kulturlandschaft. Mitzkat, Holzminden 2010, ISBN 978-3-940751-22-5